# Мочегаївська сільська рада
Мочега́ївська сільська рада (рос. Мочегаевский сельский совет) — сільське поселення у складі Асекеєвського району Оренбурзької області Росії.
Адміністративний центр — село Мочегай.

## Населення
Населення — 328 осіб (2019; 562 в 2010, 784 у 2002).

## Склад
До складу сільської ради входять:
| Населений пункт     | Населення, осіб (2002) | Населення, осіб (2010) |
| ------------------- | ---------------------- | ---------------------- |
| Каменні Ключі, село | 147                    | 115                    |
| Мочегай, село       | 352                    | 246                    |
| Самаркіно, село     | 285                    | 201                    |